# Puccinia aeluropodis
Puccinia aeluropodis ist eine Ständerpilzart aus der Ordnung der Rostpilze (Pucciniales). Der Pilz ist ein Endoparasit der Seifenbaumartigen Nitraria sowie der Süßgrasgattung Aeluropus. Symptome des Befalls durch die Art sind Rostflecken und Pusteln auf den Blattoberflächen der Wirtspflanzen. Sie ist in der südlichen Paläarktis verbreitet.

## Merkmale

### Makroskopische Merkmale
Puccinia aeluropodis ist mit bloßem Auge nur anhand der auf der Oberfläche des Wirtes hervortretenden Sporenlager zu erkennen. Sie wachsen in Nestern, die als gelbliche bis braune Flecken und Pusteln auf den Blattoberflächen erscheinen.

### Mikroskopische Merkmale
Das Myzel von Puccinia aeluropodis wächst wie bei allen Puccinia-Arten interzellulär und bildet Saugfäden, die in das Speichergewebe des Wirtes wachsen. Die zylindrischen Aecien der Art besitzen 14–20 × 12–16 µm große, eckig-kugelige, hyaline Aeciosporen mit warziger Oberfläche. Die gelbbraunen Uredien des Pilzes wachsen beidseitig auf den Wirtsblättern. Ihre gold- oder zimtbraunen Uredosporen sind 24–30 × 22–26 µm groß, kugelig bis breitellipsoid und warzig. Die beidseitig wachsenden Telien der Art sind schwarzbraun, pulverig und früh offenliegend. Die braunen Teliosporen sind zweizellig, länglich eiförmig bis langellipsoid und 38–48 × 22–28 µm groß. Ihre Stiele sind farblos und bis zu 125 µm lang.

## Verbreitung
Das bekannte Verbreitungsgebiet von Puccinia aeluropodis erstreckt sich von China bis in den Mittelmeerraum.

## Ökologie
Die Wirtspflanzen von Puccinia aeluropodis sind für den Haplonten Nitraria-Arten sowie verschiedene Aeluropus-Arten für den Dikaryonten. Der Pilz ernährt sich von den im Speichergewebe der Pflanzen vorhandenen Nährstoffen, seine Sporenlager brechen später durch die Blattoberfläche und setzen Sporen frei. Die Art verfügt über einen Entwicklungszyklus mit Telien, Uredien, Aecien und Spermogonien und macht einen Wirtswechsel durch.